# 古拉河
古拉河（Gulla）是非洲東部國家埃塞俄比亞的河流，是青尼羅河的主要支流之一，河水量在六月至九月的雨季時大幅增加，該河在流經登貝沙後與Temcha河匯流。